# Moult
Moult è un ex comune francese di 1 811 abitanti situato nel dipartimento del Calvados nella regione della Normandia. Dal 1º gennaio 2017 è stato accorpato al comune di Chicheboville per formare il comune di Moult-Chicheboville, del quale costituisce comune delegato.  

## Società

### Evoluzione demografica
Abitanti censiti